# Vautebis
Vautebis – miejscowość i gmina we Francji, w regionie Nowa Akwitania, w departamencie Deux-Sèvres.
Według danych na rok 1990 gminę zamieszkiwało 151 osób, a gęstość zaludnienia wynosiła 21 osób/km² (wśród 1467 gmin regionu Poitou-Charentes Vautebis plasuje się na 843. miejscu pod względem liczby ludności, natomiast pod względem powierzchni na miejscu 984.).